# العلاقات العمانية النيوزيلندية
العلاقات العمانية النيوزيلندية هي العلاقات الثنائية التي تجمع بين سلطنة عمان ونيوزيلندا.

## مقارنة بين البلدين
هذه مقارنة عامة ومرجعية للدولتين:
| وجه المقارنة                                              | سلطنة عمان    | نيوزيلندا                                              |
| --------------------------------------------------------- | ------------- | ------------------------------------------------------ |
| المساحة (كم2)                                             | 309.50 ألف    | 268.02 ألف                                             |
| عدد السكان (نسمة)                                         | 4.64 مليون    | 4.24 مليون                                             |
| الكثافة السكانية (ن./كم²)                                 | 14.99         | 15.82                                                  |
| العاصمة                                                   | مسقط          | ويلينغتون، أوكلاند                                     |
| اللغة الرسمية                                             | اللغة العربية | لغة إنجليزية، اللغة الماورية، لغة الإشارة النيوزيلندية |
| العملة                                                    | ريال عماني    | دولار نيوزيلندي، الجنيه النيوزيلندي                    |
| الناتج المحلي الإجمالي (بليون دولار)                      | 72.64 مليار   | 205.85 مليار                                           |
| الناتج المحلي الإجمالي (تعادل القوة الشرائية) بليون دولار | 179.49 مليار  |                                                        |
| الناتج المحلي الإجمالي الاسمي للفرد دولار أمريكي          | 15.55 ألف     |                                                        |
| الناتج المحلي الإجمالي للفرد دولار أمريكي                 | 38.63 ألف     |                                                        |
| مؤشر التنمية البشرية                                      | 0.793         | 0.914                                                  |
| رمز المكالمات الدولي                                      | +968          | +64                                                    |
| رمز الإنترنت                                              | عمان          | .nz                                                    |
| المنطقة الزمنية                                           | ت ع م+04:00   | ت ع م+13:00، ت ع م+12:00                               |

## منظمات دولية مشتركة
يشترك البلدان في عضوية مجموعة من المنظمات الدولية، منها:
| علم المنظمة | اسم المنظمة                               | تاريخ انضمام سلطنة عمان | تاريخ انضمام نيوزيلندا |
| ----------- | ----------------------------------------- | ----------------------- | ---------------------- |
|             | مؤسسة التنمية الدولية                     | 1973                    | 1 أكتوبر 1974          |
|             | يونسكو                                    | 10 فبراير 1972          | 4 نوفمبر 1946          |
|             | وكالة ضمان الاستثمار متعدد الأطراف        | 1989                    | 22 أبريل 2008          |
|             | الأمم المتحدة                             | 7 أكتوبر 1971           | 24 أكتوبر 1945         |
|             | الفريق المعني برصد الأرض                  | ?                       | ?                      |
|             | الاتحاد البريدي العالمي                   | ?                       | ?                      |
|             | البنك الدولي للإنشاء والتعمير             | 1971                    | 31 أغسطس 1961          |
|             | المنظمة الهيدروغرافية الدولية             | ?                       | ?                      |
|             | الاتحاد الدولي للاتصالات                  | 28 أبريل 1972           | 3 يونيو 1878           |
|             | منظمة حظر الأسلحة الكيميائية              | ?                       | ?                      |
|             | مؤسسة التمويل الدولية                     | 1973                    | 31 أغسطس 1961          |
|             | المركز الدولي لتسوية المنازعات الاستشارية | 1995                    | 2 مايو 1980            |
|             | منظمة التجارة العالمية                    | 2000                    | ?                      |
|             | منظمة الشرطة الجنائية الدولية             | ?                       | ?                      |

## وصلات خارجية
- موقع وزارة الخارجية العمانية
- موقع وزارة الخارجية النيوزيلندية